# Basketball-Bundesliga 2006/07
Die Basketball-Bundesliga-Saison 2006/07 war die 41. Spielzeit der höchsten deutschen Spielklasse im Basketball der Männer. Die reguläre Saison begann am 1. Oktober 2006 und endete am 11. Mai 2007.

## Saisonnotizen
- Meister der Saison 2006/07 wurden die Brose Baskets aus Bamberg.
- Pokalsieger der Saison 2006/07 wurde RheinEnergie Köln.
- Das BBL All-Star Game 2007 fand am 27. Januar 2007 vor 13.412 Zuschauern in der Kölnarena in Köln statt. Sieger wurde mit 112:98 der Norden. MVP wurde Demond Mallet (RheinEnergie Köln).
- Die Saison 2006/07 wurde erstmals mit 18 Mannschaften ausgetragen, wodurch die Absteiger der letzten Saison in der BBL verbleiben konnten.

## Endstände

### Hauptrunde
| #  | Mannschaft                       | Siege | Niederlagen | Punkte | Körbe     |
| -- | -------------------------------- | ----- | ----------- | ------ | --------- |
| 1  | Alba Berlin                      | 28    | 6           | 56:12  | 2735:2481 |
| 2  | EnBW Ludwigsburg                 | 25    | 9           | 50:18  | 2862:2564 |
| 3  | Brose Baskets                    | 24    | 10          | 48:20  | 2520:2564 |
| 4  | Eisbären Bremerhaven             | 23    | 11          | 46:22  | 2659:2381 |
| 5  | RheinEnergie Köln                | 22    | 12          | 44:24  | 2517:2402 |
| 6  | Telekom Baskets Bonn             | 21    | 13          | 42:26  | 2479:2437 |
| 7  | Bayer Giants Leverkusen          | 19    | 15          | 38:30  | 2814:2683 |
| 8  | Artland Dragons Quakenbrück      | 19    | 15          | 38:30  | 2573:2557 |
| 9  | EWE Baskets Oldenburg            | 18    | 16          | 36:32  | 2659:2539 |
| 10 | Walter Tigers Tübingen           | 17    | 17          | 34:34  | 2493:2521 |
| 11 | Paderborn Baskets                | 16    | 18          | 32:36  | 2554:2479 |
| 12 | Ratiopharm Ulm                   | 16    | 18          | 32:36  | 2751:2770 |
| 13 | Skyliners Frankfurt              | 15    | 19          | 30:38  | 2418:2589 |
| 14 | New Yorker Phantoms Braunschweig | 13    | 21          | 26:42  | 2460:2634 |
| 15 | TBB Trier                        | 11    | 23          | 22:46  | 2625:2718 |
| 16 | Gießen 46ers                     | 11    | 23          | 22:46  | 2329:2546 |
| 17 | Sellbytel Baskets Nürnberg       | 5     | 29          | 10:58  | 2373:2822 |
| 18 | BG Karlsruhe                     | 3     | 31          | 06:62  | 2410:2868 |

Fett Finalrunde
_____ Absteiger

### Finalrunde
| Viertelfinale | Viertelfinale               | Viertelfinale     |   |                             | Halbfinale | Halbfinale | Halbfinale |  |  | Finale | Finale | Finale |
|               |                             |                   |   |                             |            |            |            |  |  |        |        |        |
| 1             | Alba Berlin                 | 0                 |   |                             |            |            |            |  |  |        |        |        |
| 8             | Artland Dragons Quakenbrück | 3                 |   |                             |            |            |            |  |  |        |        |        |
| 8             | Artland Dragons Quakenbrück | 3                 |   | Artland Dragons Quakenbrück | 3          |            |            |  |  |        |        |        |
|               |                             |                   |   | Artland Dragons Quakenbrück | 3          |            |            |  |  |        |        |        |
|               |                             | RheinEnergie Köln | 2 |                             |            |            |            |  |  |        |        |        |
| 4             | Eisbären Bremerhaven        | RheinEnergie Köln | 2 | 2                           |            |            |            |  |  |        |        |        |
| 4             | Eisbären Bremerhaven        |                   |   |                             |            |            |            |  |  |        |        |        |
| 5             | RheinEnergie Köln           | 3                 |   |                             |            |            |            |  |  |        |        |        |
| 5             | RheinEnergie Köln           | 3                 |   | Artland Dragons Quakenbrück | 1          |            |            |  |  |        |        |        |
|               |                             |                   |   | Artland Dragons Quakenbrück | 1          |            |            |  |  |        |        |        |
|               |                             | Brose Baskets     | 3 |                             |            |            |            |  |  |        |        |        |
| 2             | EnBW Ludwigsburg            | Brose Baskets     | 3 | 3                           |            |            |            |  |  |        |        |        |
| 2             | EnBW Ludwigsburg            |                   |   |                             |            |            |            |  |  |        |        |        |
| 7             | Bayer Giants Leverkusen     | 1                 |   |                             |            |            |            |  |  |        |        |        |
| 7             | Bayer Giants Leverkusen     | 1                 |   | EnBW Ludwigsburg            | 1          |            |            |  |  |        |        |        |
|               |                             |                   |   | EnBW Ludwigsburg            | 1          |            |            |  |  |        |        |        |
|               |                             | Brose Baskets     | 3 |                             |            |            |            |  |  |        |        |        |
| 3             | Brose Baskets               | Brose Baskets     | 3 | 3                           |            |            |            |  |  |        |        |        |
| 3             | Brose Baskets               |                   |   |                             |            |            |            |  |  |        |        |        |
| 6             | Telekom Baskets Bonn        | 2                 |   |                             |            |            |            |  |  |        |        |        |

## Meistermannschaft
| Spieler | Spieler            | Spieler           | Spieler    | Spieler | Spieler | Spieler          |
| Nr.     | Nat.               | Name              | Geburt     | Größe   | Info    | Letzter Verein   |
| ------- | ------------------ | ----------------- | ---------- | ------- | ------- | ---------------- |
|         |                    | Guards (PG, SG)   |            |         |         |                  |
| 5       | Deutschland        | Sajmen Hauer      | 14.03.1988 | 193     | DL      |                  |
| 6       | Deutschland        | Steffen Hamann    | 14.06.1981 | 186     | A-Nat.  | Climamio Bologna |
| 8       | Vereinigte Staaten | Sean Dockery      | 05.01.1983 | 188     |         | Artland Dragons  |
| 12      | Deutschland        | Robert Garrett    | 18.03.1977 | 192     | A-Nat.  |                  |
|         |                    | Forwards (SF, PF) |            |         |         |                  |
| 7       | Deutschland        | Sebastian Betz    | 12.06.1985 | 197     | DL      |                  |
| 11      | /                  | Ivan Pavić        | 30.09.1981 | 200     |         |                  |
| 22      | Vereinigte Staaten | Vincent Yarbrough | 21.03.1981 | 201     |         |                  |
| 23      | Vereinigte Staaten | Casey Jacobsen    | 19.03.1981 | 198     |         | Houston Rockets  |
| 31      | Vereinigte Staaten | Tim Begley        | 08.08.1983 | 198     |         |                  |
| 44      | Vereinigte Staaten | K’Zell Wesson     | 24.06.1977 | 202     |         |                  |
|         |                    | Center (C)        |            |         |         |                  |
| 4       | Vereinigte Staaten | Chris Ensminger   | 08.12.1973 | 209     | (C)     |                  |
| 10      | Vereinigte Staaten | Darren Fenn       | 17.02.1980 | 208     |         |                  |
| 14      | Deutschland        | Tim Ohlbrecht     | 30.08.1988 | 210     | DL      |                  |

| Trainer     | Trainer         | Trainer          |
| Nat.        | Name            | Position         |
| ----------- | --------------- | ---------------- |
| Deutschland | Dirk Bauermann  | Cheftrainer      |
| /           | Rick Stafford   | Assistenztrainer |
| Deutschland | Volker Stix     | Assistenztrainer |
| Deutschland | Wolfgang Heyder | Manager          |

| Legende      | Legende             |
| Abk.         | Bedeutung           |
| ------------ | ------------------- |
| (C)          | Mannschaftskapitän  |
| A-Nat.       | Nationalspieler     |
| DL           | Doppellizenzspieler |
| Quellen      |                     |
| Ligahomepage |                     |
| Stand: 2007  |                     |

| Legende      | Legende             |
| Abk.         | Bedeutung           |
| ------------ | ------------------- |
| (C)          | Mannschaftskapitän  |
| A-Nat.       | Nationalspieler     |
| DL           | Doppellizenzspieler |
| Quellen      |                     |
| Ligahomepage |                     |
| Stand: 2007  |                     |

Vor Saisonende verließ die eingesetzten Jermaine Anderson, Derrick Zimmerman, DeJuan Collins und Adam Harrington die Mannschaft.

## Führende der Mannschaftsstatistiken
Defensiv beste Mannschaft: Eisbären Bremerhaven (70,0 Punkte pro Spiel)

Defensiv schlechteste Mannschaft: BG Karlsruhe (84,3 Punkte pro Spiel)
Offensiv beste Mannschaft: EnBW Ludwigsburg (82,2 Punkte pro Spiel)

Offensiv schlechteste Mannschaft: Sellbytel Baskets Nürnberg (69,8 Punkte pro Spiel)

## Führende der Spielerstatistiken
| Kategorie                | Spieler         | Team                    | Wert |
| ------------------------ | --------------- | ----------------------- | ---- |
| Punkte pro Spiel         | Derrick Allen   | Bayer Giants Leverkusen | 17,0 |
| Rebounds pro Spiel       | Jeff Gibbs      | Ratiopharm Ulm          | 9,6  |
| Assists pro Spiel        | Austen Rowland  | Ratiopharm Ulm          | 6,0  |
| Steals pro Spiel         | John Goldsberry | Bayer Giants Leverkusen | 2,7  |
| Blocks pro Spiel         | D’or Fischer    | EWE Baskets Oldenburg   | 2,6  |
| Dreipunktewurf pro Spiel | Demond Mallet   | RheinEnergie Köln       | 2,7  |
| Effizienzwert pro Spiel  | Jeff Gibbs      | Ratiopharm Ulm          | 19,8 |

## Saisonbestmarken
|                 | Wert | Spieler                         |
| --------------- | ---- | ------------------------------- |
| Punkte          | 40   | Tommy Adams (Trier)             |
| Rebounds        | 21   | Corey Rouse (Nürnberg)          |
| Dreier          | 8    | Je’Kel Foster (Ludwigsburg)     |
| Assists         | 18   | Austen Rowland (Ulm)            |
| Ballgewinne     | 10   | John Goldsberry (Leverkusen)    |
| Geblockte Würfe | 7    | D’or Fischer (Oldenburg)        |
| Effektivität    | 41   | Travon-Levar Bryant (Frankfurt) |

## Ehrungen
| Auszeichnung           | Name             | Verein            |
| ---------------------- | ---------------- | ----------------- |
| All-Star Game MVP      | Demond Mallet    | RheinEnergie Köln |
| Spieler des Jahres     | Jerry Green      | EnBW Ludwigsburg  |
| Bester Verteidiger     | Immanuel McElroy | RheinEnergie Köln |
| Rookie of the Year     | Nicolai Simon    | Alba Berlin       |
| Newcomer of the Year   | Je’Kel Foster    | EnBW Ludwigsburg  |
| Bester Offensivspieler | Casey Jacobsen   | Brose Baskets     |
| Trainer des Jahres     | Silvano Poropat  | EnBW Ludwigsburg  |
| Most Likeable Player   | Darius Hall      | Artland Dragons   |
| Finals MVP             | Casey Jacobsen   | Brose Baskets     |

### All-BBL Teams
- All-BBL First Team:
  - G Jerry Green (EnBW Ludwigsburg)
  - G Julius Jenkins (Alba Berlin)
  - F Casey Jacobsen (Brose Baskets Bamberg)
  - F Jeff Gibbs (Ratiopharm Ulm)
  - C Sharrod Ford (Alba Berlin)

- All-BBL Second Team:
  - G Demond Mallet (RheinEnergie Köln)
  - G Immanuel McElroy (RheinEnergie Köln)
  - F Adam Hess (Artland Dragons)
  - F Chris Owens (Alba Berlin)
  - C Darren Fenn (Brose Baskets Bamberg)

## Durchschnittliche Zuschauerzahlen
| Stadt        | Besucher | Kapazität | Auslastung |
| ------------ | -------- | --------- | ---------- |
| Frankfurt    | 4.219    | 5.002     | 84,35 %    |
| Bamberg      | 6.717    | 6.800     | 98,77 %    |
| Berlin       | 6.585    | 8.861     | 74,32 %    |
| Oldenburg    | 3.000    | 3.148     | 95,30 %    |
| Bonn         | 3.379    | 3.500     | 96,54 %    |
| Köln         | 2.865    | 3.200     | 89,53 %    |
| Trier        | 3.400    | 5.900     | 57,63 %    |
| Leverkusen   | 2.821    | 3.142     | 89,79 %    |
| Quakenbrück  | 3.000    | 3.000     | 100,00 %   |
| Karlsruhe    | 2.665    | 4.809     | 55,41 %    |
| Braunschweig | 2.684    | 6.600     | 40,66 %    |
| Ludwigsburg  | 2.896    | 3.000     | 96,52 %    |
| Bremerhaven  | 3.403    | 4.795     | 70,97 %    |
| Tübingen     | 2.957    | 3.132     | 94,40 %    |
| Nürnberg     | 1.703    | 8.200     | 20,77 %    |
| Gießen       | 3.225    | 4.003     | 80,56 %    |
| Paderborn    | 2.637    | 3.014     | 87,49 %    |
| Ulm          | 2.859    | 3.000     | 095,29 %   |
| Gesamt       | 3.455    | 4.617     | 74,84 %    |
| Vorjahr      | 3.619    | 4.283     | 84,49 %    |